# سولوتورن

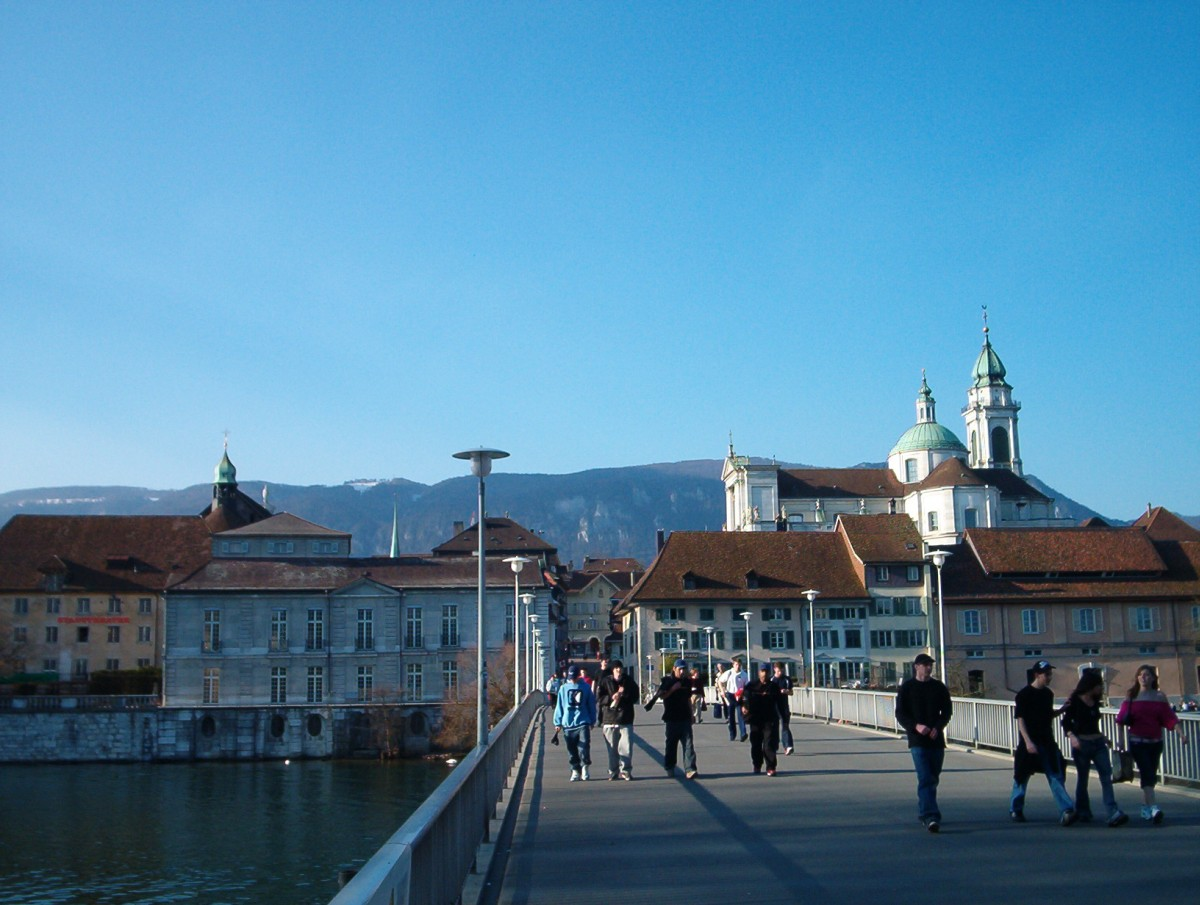
سولوتورن

سولوتورن (بالألمانية: Solothurn، بالفرنسية: Soleure، وتنطق «سولير»، بالإيطالية: Soletta وتنطق «سوليتا»). هي عاصمة كانتون سولوتورن في سويسرا. تقع في شال غرب سويسرا على ضفاف نهر آر عند سفح جبال جورا. بلغ تعداد سكانها 15137 نسمة سنة 2004. ترتبط سولوتورن برقم 11 في كثير من شئونها؛ فكانتون سولوتورن هو الكانتون الحادي عشر من حيث ترتيب الانضمام إلى الاتحاد السويسري، وفي المدينة 11 كنيسة و 11 نافورة تاريخية و 11 برجاً. كما أن كنيسة سانت أورسوس في المدينة بها 11 مذبحاً، و 11 جرساً.
يلقب أهل مدينة سولوتورن مدينتهم «أجمل مدينة باروكية في سويسرا». وقد بنيت المدينة القديمة بين عامي 1530 و1792 ويظهر في عمارتها التأثر بخليط من مدرسة الغرانديتزا الإيطالية والأسلوب الفرنسي والأفكار السويسرية.
في سنة 1980 نالت مدينة سولوتورن جائزة فاكر (بالألمانية: Wakkerpreis) من جمعية التراث السويسري لتطويرها ومحافظتها على إرثها المعماري.

## توأمة
لسولوتورن اتفاقيات توأمة مع كل من:
- هايلبرون (1981 -)
- Le Landeron [الإنجليزية]‏
- كراكوف

## أعلام
- ديبولد شيلينغ الأكبر
- أوتو فريدريش والتر
- هاينز فري
- هربرت ماير
- برنهارد همر
- فرانز كيلر
- أنتون أليمان
- تاديوش كوسيوسكو
- جريجوري راتوف
- كارل لودويغ فون هالر